# Starship Titanic
Pour les articles homonymes, voir Titanic (homonymie).
Starship Titanic est un jeu vidéo réalisé par Douglas Adams en 1998 au sein de The Digital Village. Il est adapté en roman sous le même titre par Terry Jones, membre des Monty Python et traduit en français par Marie-Catherine Caillava en 1999.

## Histoire

### Synopsis
Sur la planète Blérontin, la veille de l'inauguration du Starship Titanic, un magnifique vaisseau spatial de croisière, son créateur Leovinus découvre qu'il a été escroqué par le chef de projet et le comptable, qui comptent saboter le vaisseau pour toucher l'assurance. Dix secondes après son inauguration, le vaisseau disparaît à cause d'un coup de GOME (opération Générale d'Oblitération Massive d'Existence) et se matérialise sur Terre, détruisant la maison de Dan et Lucy. Ces derniers, accompagnés de Netty, montent à bord et partent pour une croisière interstellaire gratuite lors de laquelle ils vont sauver le Starship Titanic ainsi que toute la planète Yassaca.
- Au départ la disparition du Starship Titanic à cause d'un coup de GOME n'était qu'un gag dans le roman La Vie, l'Univers et le Reste, mais Douglas Adams en a tiré une histoire pour le jeu vidéo. Par manque de temps à y consacrer, il a confié l'écriture du roman à son ami Terry Jones.
- Comme dans Le Guide du voyageur galactique, on retrouve des terriens embarqués dans un vaisseau spatial extraterrestre qui voyagent à travers la galaxie.
- Lorsque, par manque de temps, Douglas Adams demanda à Terry Jones s'il était intéressé par l'écriture de Starship Titanic, ce dernier lui aurait répondu que ce serait avec plaisir à condition de pouvoir l'écrire tout nu[réf. souhaitée].

### Personnages
- Les blérontiens :
  - Leovinus, architecte, peintre, inventeur génial, créateur du Starship Titanic
  - Titania, intelligence artificielle qui devait piloter le Starship Titanic
  - Le Journaliste, journaliste
  - Antar Brobostigon, chef du projet Starship Titanic
  - Drout Scraliontis, comptable du projet Starship Titanic
- Les terriens :
  - Dan, citoyen anglais qui rêve de créer un restaurant
  - Lucy Webber, juriste et petite amie de Dan
  - Netty, jolie blonde pas si bête qu'il n'y paraît
  - Nigel, ex-associé de Dan, un peu escroc
- Les yassacans :
  - Bolfass, capitaine
  - Troudal

## Accueil
- Adventure Gamers : 2/5[3]